# Zygopetalum maxillare
Zygopetalum maxillare är en orkidéart som beskrevs av Conrad Loddiges. Zygopetalum maxillare ingår i släktet Zygopetalum och familjen orkidéer. Inga underarter finns listade i Catalogue of Life.

## Bildgalleri

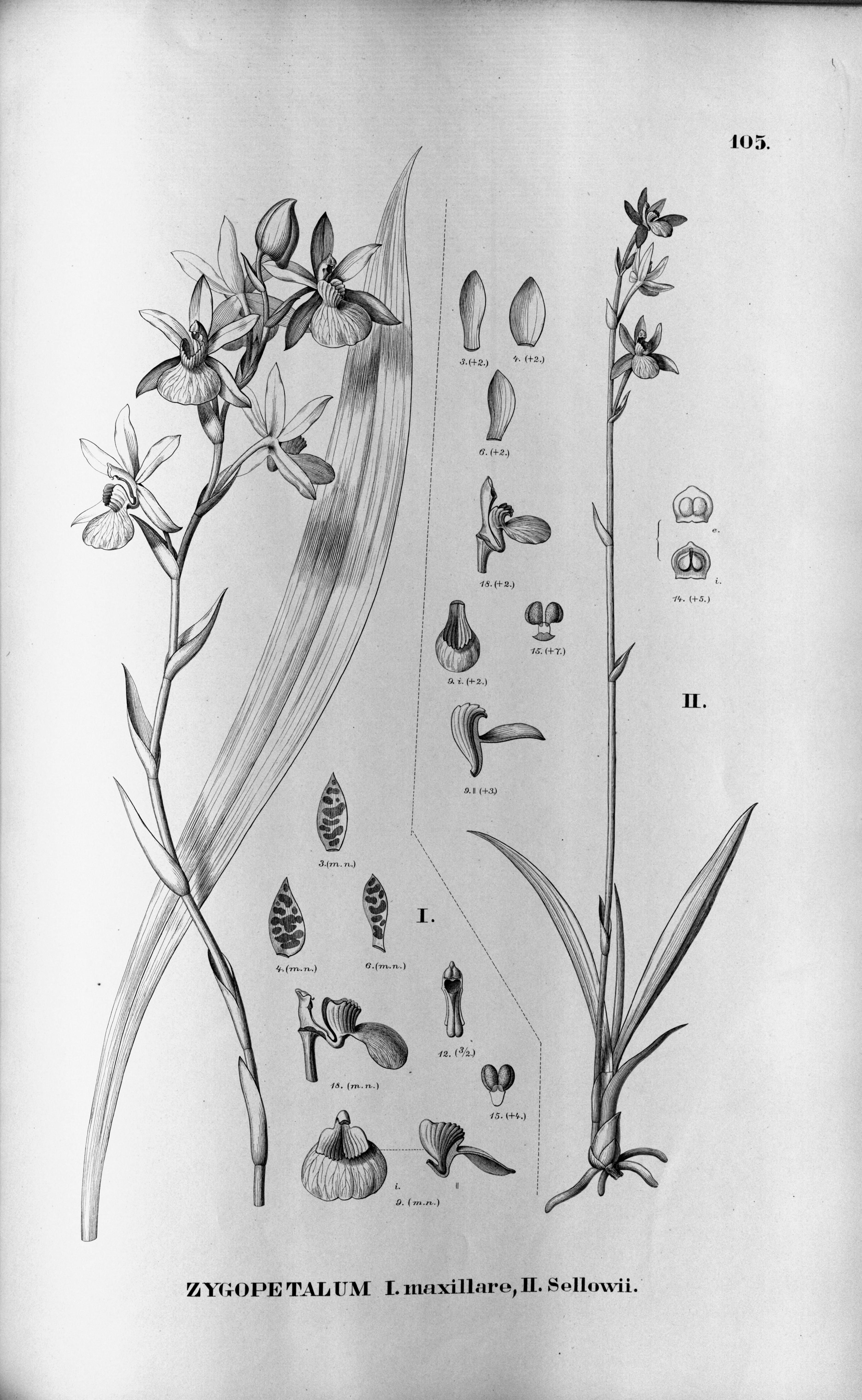